# Gölbaşı, Güroymak
Gölbaşı là một thị trấn thuộc huyện Güroymak, tỉnh Bitlis, Thổ Nhĩ Kỳ. Dân số thời điểm năm 2011 là 4.859 người.